# Stora Granholmen
För andra betydelser, se Stora Granholmen (olika betydelser).
Stora Granholmen är en liten stugby utanför Norrfjärden, Piteå kommun, vid sjön Sladan. Cirka 700 meter utanför byn ligger ön Flottugrundet.